# Rodia (São Tomé)
Rodia ist ein Wohnplatz im Hinterland des Distrikts Mé-Zóchi auf der Insel São Tomé im Inselstaat São Tomé und Príncipe.

## Geographie
Der Ort liegt auf einer Höhe von ca. 550 m westlich von Batepá.